# Marie-Christine Barrault
Marie-Christine Barrault (París, 21 de març de 1944) és una actriu francesa, neboda de l'actor Jean-Louis Barrault i de l'actriu Madeleine Renaud.

## Biografia
Debuta en la televisió francesa el 1967 amb L'Oeuvre i en la sèrie Que ferait donc Faber?. La seva primera intervenció per a la pantalla gran va ser l'any 1969 en la pel·lícula Ma nuit chez Maud.
El 1975 va protagonitzar la pel·lícula Cousin, cousine, que li va valer la nominació a l'Oscar a la millor actriu. També ha intervingut en la pel·lícula de Woody Allen Records (Stardust memories) (1980) i en Bonsoir (1994). El 1988 va intervenir en la producció catalana Daniya, jardí de l'harem, i el 1991 en la minisèrie francoespanyola La filla dels llops.
Va estar casada amb el director Roger Vadim des de 1990 fins a la mort de Vadim el 2000. El matrimoni no va tenir fills.

## Filmografia
Filmografia:

### Cinema
- 1969: Ma nuit chez Maud d'Éric Rohmer
- 1970: Le Distrait de Pierre Richard
- 1972: L'Amour l'après-midi d'Éric Rohmer
- 1972: Les Intrus de Sergio Gobbi
- 1975: John Glückstadt d'Ulf Miehe
- 1975: Cousin, cousine de Jean-Charles Tacchella
- 1975: Du côté des tennis de Madeleine Hartmann-Clausset
- 1978: La Grande Menace de Jack Gold
- 1978: L'État sauvage de Francis Girod
- 1978: Perceval le Gallois d'Éric Rohmer
- 1979: Femme entre chien et loup d'André Delvaux
- 1980: Ma chérie de Charlotte Dubreuil
- 1980: Même les mômes ont du vague à l'âme de Jean-Louis Daniel
- 1980: Stardust Memories de Woody Allen
- 1981: L'Amour trop fort de Daniel Duval
- 1983: Mir reicht's - ich steig aus de Gustav Ehmck
- 1983: Table for Five de Robert Lieberman
- 1983: Un amour en Allemagne (Eine liebe in Deutschland) d'Andrzej Wajda
- 1983: Les Mots per le dire de José Pinheiro
- 1984: L’amor de Swann de Volker Schlöndorff
- 1984: Pianoforte de Francesca Comencini
- 1985: Louise... l'insoumise de Charlotte Silvera
- 1985: Le Millor de la vie de Renaud Victor
- 1985: Paradigma de Krzysztof Zanussi
- 1985: Le Soulier de satin de Manoel de Oliveira
- 1986: Vaudeville  de Jean Marbœuf
- 1987: Le Jupon rouge de Geneviève Lefebvre
- 1988: Daniya, jardín de l'harem de Carles Mira
- 1988: Adieu, je t'aime de Claude Bernard-Aubert
- 1988: L'Œuvre au noir d'André Delvaux
- 1988: Sanguine de Christian François
- 1988: Prisonnières de Charlotte Silvera
- 1989: Jésus de Montréal de Denys Arcand
- 1989: Un été d'orages de Charlotte Brandström
- 1990: Dames galantes de Jean-Charles Tacchella
- 1990: L'Amour nécessaire (L'Amore necessario) de Fabio Carpi
- 1994: Bonsoir de Jean-Pierre Mocky
- 1994: Et ensuite, le feu (La Prossima volta il fuoco) de Fabio Carpi
- 1997: Berlin Niagara (Obsession) de Peter Sehr
- 1997: C'est la tangente que je préfère de Charlotte Silvera
- 1999: La Dilettante de Pascal Thomas
- 2000: Azzurro de Denis Rabaglia
- 2002: Les Amants de Mogador de Souheil Ben-Barka
- 2004: L'Empreinte de l'ange de Christophe Reynaud (curtmetratge)
- 2006: La Disparue de Deauville de Sophie Marceau
- 2008: Ella & Louis de Laurence Moine (curtmetratge)
- 2009: Non ma fille tu n'iras pas danser de Christophe Honoré
- 2013: Le Grand Méchant Loup de Nicolas Charlet et Bruno Lavaine
- 2013: L'Art de la fugue de Brice Cauvin
- 2013: Je m'appelle Hmmm... d'Agnès B.
- 2013: La Vie domestique d'Isabelle Czajka
- 2015: Shades of Truth[3] de Liana Marabini

### Televisió

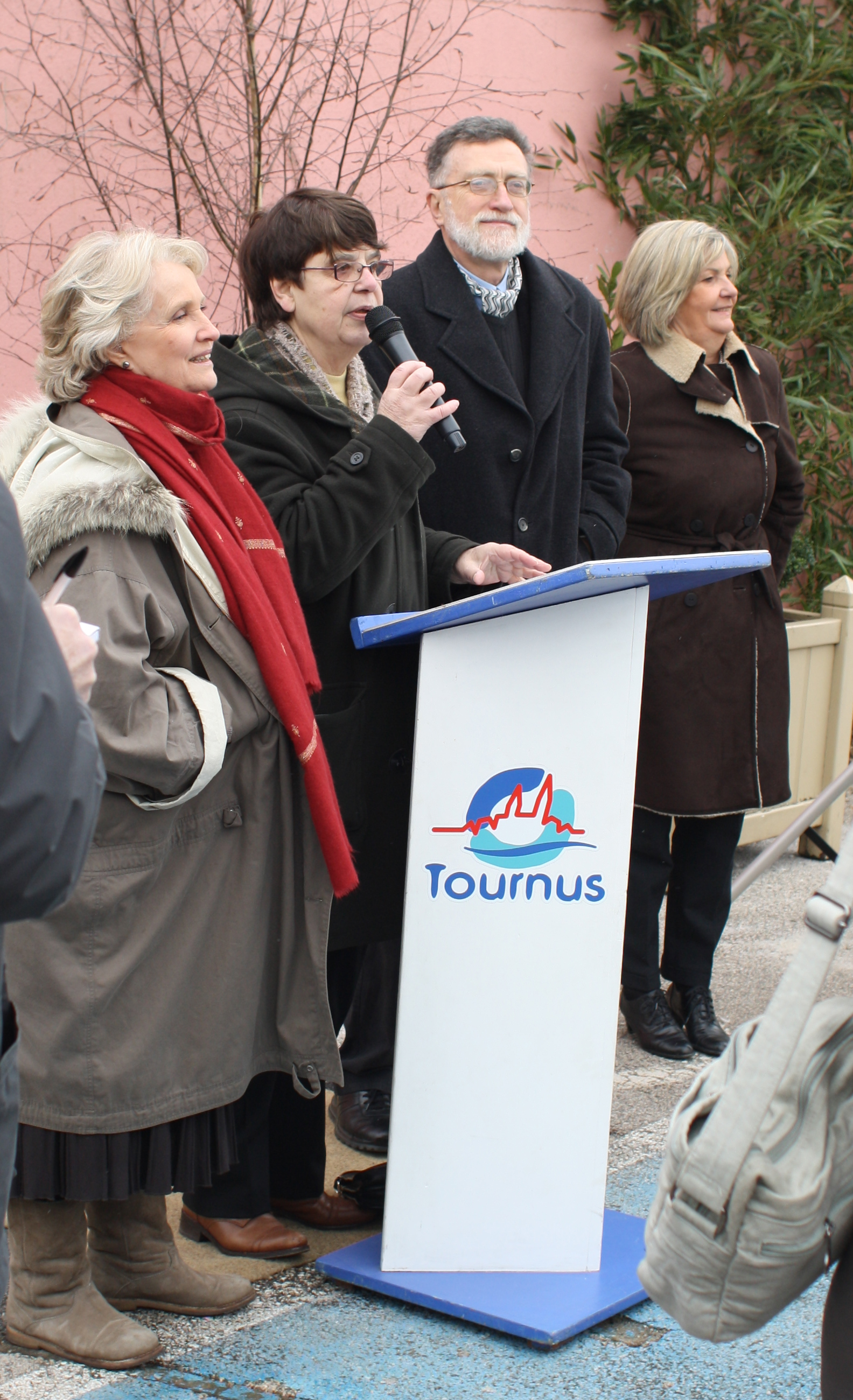
Marie-Christine Barrault (esquerra) inaugura la plaça Jean-Louis Barrault a Tournus, el 17 de gener de 2013.

- 1969: Que ferait donc Faber ? (sèrie) de Dolorès Grassian
- 1970: Lancelot du lac de Claude Santelli
- 1971: Les Sesterain, (sèrie) de François Villiers
- 1972: Le Sagouin de Serge Moati
- 1972: Au théâtre ce soir: Un mari idéal d'Oscar Wilde, realització de Raymond Rouleau, direcció: Pierre Sabbagh, Théâtre Marigny
- 1973: L'Enlèvement de Jean L'Hôte
- 1973: Histoire vraie de Claude Santelli
- 1974: La Confession d'un enfant du siècle de Claude Santelli
- 1974: Le tour d'écrou de Raymond Rouleau, basat en Henry James: Miss Jessell
- 1974: La Famille Grossfelder de Jean L'Hôte
- 1977: Le Chandelier de Claude Santelli
- 1980: Petit déjeuner compris - Fulletó en 6 episodis de 52 min - de Michel Berny: Marie Louise Gauthier
- 1986: L'Été 36 d'Yves Robert
- 1989: Une femme tranquille de Joyce Buñuel
- 1990: L'Enfant des loups de Philippe Monnier
- 1990: Moi, general de Gaulle de Denys Granier-Deferre
- 1991: Marie Curie, une femme honorable de Michel Boisrond
- 1993: Amour Fou de Roger Vadim
- 1993: Jenny Marx, la femme du diable de Michel Wyn
- 1995: Les maîtresses de mon mari de Christiane Lehérissey
- 1996: La Nouvelle tribu de Roger Vadim
- 1996: Mon père avait raison de Roger Vadim
- 1996: Tendre piège de Serge Moati
- 1997: Les braconniers de Belledombre de Philippe Triboit
- 1997: Un coup de baguette magique de Roger Vadim
- 1997: Le Grand Batre de Laurent Carcélès
- 1999: Maison de famille de Serge Moati
- 2001: Le vieil ours et l'enfant de Maurice Bunio
- 2002: La Deuxième Vérité de Philippe Monnier
- 2002: Garonne de Claude d'Anna
- 2003: Le Don fait à Catchaires de William Gotesman
- 2003: Rêves en France de Pascal Kané
- 2003: Droit d'asile de Jean Marbœuf
- 2003: Saint-Germain ou La Négociation de Gérard Corbiau
- 2005: Parlez-moi d'amour de Lorenzo Gabriele
- 2006: Ange de feu de Philippe Setbon
- 2006: Passés troubles de Serge Meynard
- 2012: La main passe de Thierry Petit
- 2013: Hitchcock by Mocky: Demande en mariage de Jean-Pierre Mocky
- 2014: Toi que j'aimais tant d'Olivier Langlois
- 2014: Jusqu'au dernier de François Velle
- 2014: Mongeville (episodi 4) de Bruno Garcia
- 2014: Scènes de ménages (màxima audiència: L'Album de famille)

## Premis i nominacions
Nominacions
- 1977: Oscar a la millor actriu per Cosí, cosina